# Городецький сільський округ
Городе́цький сільський округ (каз. Городецкое ауылдық округі, рос. Городецкий сельский округ) — адміністративна одиниця у складі району Шал-акина Північноказахстанської області Казахстану. Адміністративний центр — село Городецьке.
Населення — 1043 особи (2021; 1553 у 2009, 2463 у 1999, 3212 у 1989).
Станом на 1989 рік існувала Городецька сільська рада (села Баганати, Городецьке, Коноваловка), село Жалтир перебувало у складі Ступинської сільської ради, село Чапаєвське — у складі Мар'євської сільської ради. 2013 року села Жалтир та Мерген (колишнє село Чапаєвське) увійшли до складу Городецького сільського округу.

## Склад
До складу округу входять такі населені пункти:
| Населений пункт   | Старі назви                    | Населення, осіб (1989) | Населення, осіб (1999) | Населення, осіб (2009) | Населення, осіб (2021) |
| ----------------- | ------------------------------ | ---------------------- | ---------------------- | ---------------------- | ---------------------- |
| Баганати, село    | -                              | 372                    | 282                    | 93                     | 28                     |
| Городецьке, село  | -                              | 1204                   | 863                    | 585                    | 387                    |
| Жалтир, село      | Ельтинди                       | 482                    | 421                    | 294                    | 231                    |
| Коноваловка, село | -                              | 474                    | 308                    | 176                    | 58                     |
| Мерген, село      | Чапаєвське, Віренка, Свободний | 680                    | 589                    | 405                    | 339                    |